# مرزبانی ارمنستان
مرزبانی ارمنستان (ارمنی: ՀՀ Սահմանային պահպանություն انگلیسی: Armenian Border Guard) شاخه ای از نیروهای مسلح ارمنستان می‌باشد که مسئولیت پایشگری و حفاظت مرزهای ارمنستان با همسایگانش ایران، گرجستان، ترکیه و جمهوری آذربایجان را بر عهده دارد.
مرزبانی در ابتدا زیرمجموعه وزارت دفاع ارمنستان زمانی که در ۲۸ ژانویه ۱۹۹۲ تأسیس شد اما در سال ۲۰۰۴ به حوزه قضایی وزارت امنیت ملی و امور داخلی منتقل شد.